# Cygniella sharpii
Cygniella sharpii är en bladmossart som beskrevs av H. Crum 1986. Cygniella sharpii ingår i släktet Cygniella och familjen Ditrichaceae. Inga underarter finns listade i Catalogue of Life.